# سن ۱۰۷۳۵
سیارک ۱۰۷۳۵ (به انگلیسی: 10735 Seine، نامگذاری:1988CF6) ده هزار و هفتصد و سی و پنجمین سیارک کشف شده‌است که در ۱۵ فوریه ۱۹۸۸ کشف شد.
قدر مطلق سیارک برابر ۲۵.۷ است.